# Dickie Harris
Dickie Harris (né le 24 mai 1950) est un joueur américain de football canadien et de football américain.

## Carrière
Né dans le New Jersey, Dickie Harris a joué au football universitaire pour les Gamecocks de l'université de Caroline du Sud de 1969 à 1971. En 1970 il a été nommé meilleur joueur universitaire en Caroline du Sud. Déjà à cette époque il était surtout reconnu pour ses retours de bottés de dégagement et de bottés d'envoi, tout en excellant comme demi défensif et même occasionnellement comme demi offensif. Au repêchage de la NFL de 1972, il est choisi au 114e rang par le Jets de New York. Il préfère pourtant l'offre plus lucrative de J.I. Albrecht, directeur du développement des joueurs des Alouettes de Montréal de la Ligue canadienne de football.
Harris jouera pendant dix saisons à Montréal, récoltant de nombreux honneurs durant sa carrière. Il a été choisi sept fois sur l'équipe d'étoiles de l'Est et sept fois sur l'équipe de la LCF, en plus d'être choisi meilleur joueur défensif en 1979. Tout comme durant sa carrière universitaire, il brille comme demi de coin et surtout comme retourneur de bottés. Il prend sa retraite après la saison 1980, mais, à la suite de la désastreuse saison 1981 des Alouettes, accepte de revenir au jeu en 1982 avec l'équipe, qui opère maintenant sous le nom des Concordes de Montréal. Il prend part à trois matches avant de se retirer définitivement.

## Après-carrière
Pendant sa carrière de joueur, Dickie Harris s'était lancé en affaires comme copropriétaire de trois bars, The Longest Yard sur la rue Bishop, Le Club sur la rue de la Montagne et le Hemingway sur la rue Crescent. Après sa retraite il a travaillé pour Midland Doherty Investments puis pour «CIBC Wood Gundy. Il a habité à Kelowna en Colombie-Britannique à partir de 1984.

## Trophées et honneurs
- Équipe d'étoiles de la division Est : 1973 à 1979[7]
- Équipe d'étoiles de la Ligue canadienne de football : 1974 à 1980
- Trophée Schenley du meilleur joueur défensif : 1979
- Intronisé au Temple de la renommée du football canadien en 1999.